# Ladislaus Almásy

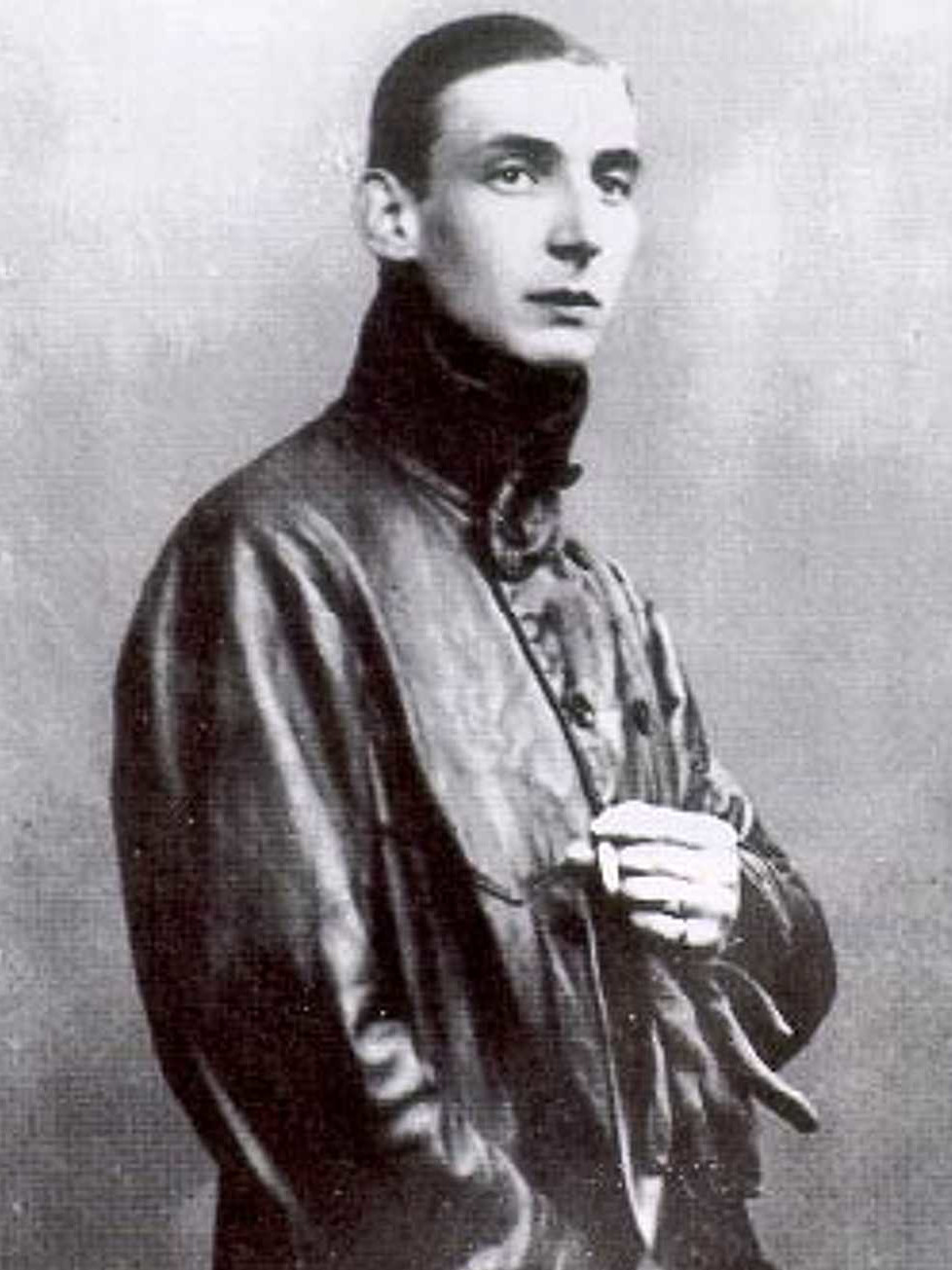
Porträt, etwa 1915

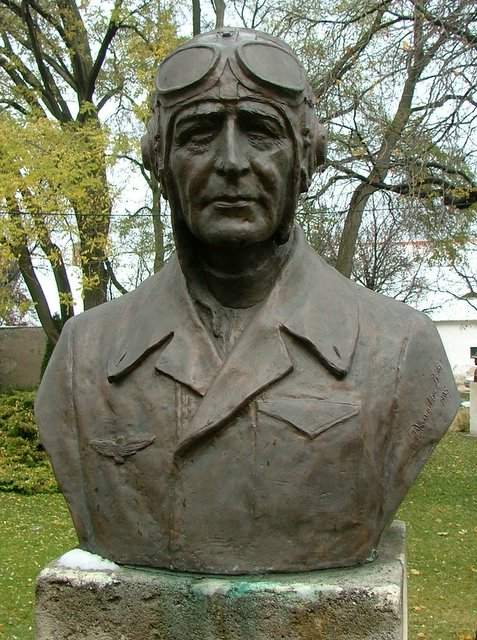
Bronzebüste von László Almásy im Hof des Ungarischen Geographiemuseums

Ladislaus Eduard Almásy von Zsadány und Törökszentmiklós [ˈlaːsloː ˈɛdɛ ˈɒlmaːʃi] (ungarisch Almásy László Ede, * 22. August 1895 in Bernstein (Burgenland), damals  Königreich Ungarn; † 22. März 1951 in Salzburg) war Entdecker, Saharaforscher, Pilot, Automobilpionier und auf deutscher Seite tätiger Abwehroffizier während des Zweiten Weltkrieges. Dank zahlreicher Expeditionen in Wüstenregionen sowie Geschäftsreisen nach Ägypten wurde er zu einem Kenner der östlichen Sahara. Als Offizier der Wehrmacht in der Division Brandenburg schleuste er im Auftrag der deutschen Abwehr unter anderem Spione durch die Wüste nach Ägypten.

## Leben

### Frühe Jahre
Er stammte aus der ungarischen Adelsfamilie Almásy und kam 1895 als Sohn von Ilona Pittoni und des namhaften Ethnologen und Zoologen György Almásy auf Burg Bernstein im deutsch besiedelten Westungarn (seit 1921 das österreichische Burgenland) zur Welt. Er wurde von einem Privatlehrer im britischen Eastbourne erzogen, wo er von 1911 bis 1914 lebte. Aus dieser Zeit stammt auch seine Begeisterung für die Pfadfinder.
Im Ersten Weltkrieg diente Almásy in den k.u.k. Luftfahrtruppen. Für den hochdekorierten Offizier des österreichisch-ungarischen Heeres Almásy brach nach Ende des 1. Weltkriegs ein Weltbild zusammen. 1921 wurde Almásy internationaler Beauftragter des ungarischen Pfadfinderverbands. Er kehrte nach England zurück, wo er am Eastbourne Technical Institute von November 1921 bis Juni 1922 studierte. Hier war er auch Mitglied im Eastbourne Flying Club.
Im Frühjahr 1921 chauffierte er Exkönig Karl IV. (Exkaiser Karl I. von Österreich) bei seinem ersten (gescheiterten) Versuch, den Thron des Königreichs Ungarn wieder zu übernehmen, nach Budapest.

### Expeditionen
Nach 1921 arbeitete Almásy als Vertreter für die österreichischen Steyr Automobile im ungarischen Steinamanger nahe der neuen Grenze zu Österreich und gewann für Steyr mehrere Autorennen. In dieser Zeit organisierte er Jagdreisen für Europäer im Königreich Ägypten. Auf diesen Reisen fuhr er unter anderem Fürst Antal Esterhazy zu einer Jagdexpedition in den Sudan und Prinz Ferdinand von Liechtenstein von Mombasa nach Alexandria.
1926 entwickelte Almásy während einer Fahrt von Ägypten in den Sudan entlang des Nils größeres Interesse an der Region und kehrte später zu Fahrten und Jagden wieder. Er testete 1929 Steyr-Fahrzeuge unter Wüstenbedingungen mit zwei Steyr-Lkw und begann damit seine Wüstenexpeditionen. Unter anderem befuhr er auch erstmals die Karawanenstraße „Darb el Arbe'n“ – auch Straße der 40 Tage genannt. 1930 fuhr er von Khartum entlang der Bahnlinie in vier Tagen nach Wadi Halfa und weiter im Niltal bis Kairo.
Danach interessierte er sich für den bis damals noch kaum erforschten östlichen Teil der libyschen Wüste, welcher den letzten weißen Fleck auf der Landkarte Afrikas darstellte.
1932 machte sich Almásy mit drei Briten, Sir Robert Clayton, Kommandant Penderel und Patrick Clayton, auf, das legendäre Zerzura, die „Oase der Vögel“, zu suchen. Die kombinierte Expedition zu Pkw und Flugzeug wurde vom ägyptischen Prinzen Kemal el Din finanziert, der 1921 für das US-amerikanische National Geographic Magazine einen Beitrag über das Gilf el-Kebir verfasst hatte. Die Expedition katalogisierte prähistorische Felszeichnungen wie die Höhle der Schwimmer in Uwainat und Gilf el-Kebir.
1933 erklärte Almásy, das dritte Tal von Zerzura im Wadi Talh gefunden zu haben. Almásy traf den Stamm der Magyarab in Nubien, die zwar Arabisch sprechen, jedoch als Nachfahren ungarischer (magyarischer) Soldaten in der osmanischen Armee des 16. Jahrhunderts angesehen werden.
Bei seinen Entdeckungen stützte er sich als einer der ersten auf kombinierte Erkundungen per Auto und Flugzeug. Er wertete auch die historischen Berichte antiker Schriftsteller wie Herodot aus.
Almásy, von seinen Beduinenfreunden Abu Ramla‚ Vater der Sande, genannt, hielt seine Abenteuer im Buch Az ismeretlen Szahara fest, das 1934 in Budapest erstmals veröffentlicht wurde. Er schrieb es in deutscher Sprache unter dem Titel Unbekannte Sahara. Mit Flugzeug und Automobil in der Libyschen Wüste, veröffentlicht 1939 bei Brockhaus Leipzig. Es enthält Berichte über die meisten seiner Entdeckungen wie über den Dschebel Uwainat (den höchsten Berg der östlichen Sahara), die Felszeichnungen im Gilf el-Kebir und die verlorene Oase von Zarzura, die er gemeinsam mit dem Piloten Penderel, Robert Clayton und Richard A. Bermann entdeckte. Almásy wandelte sich damit vom Autodidakten zum ernst genommenen Entdecker.
Gilf el-Kebir wurde allerdings von Almásy nicht entdeckt, aber für Europa erstmals dargestellt. Die Beduinen kannten sie, mieden diese aber außer bei der Suche nach verirrtem Vieh. Sie verbanden die Höhlenmalereien mit Dschinn oder unbekannten Geistern. Almásy kartierte die Höhlen und fertigte Skizzen der Höhlenmalereien an.
Mitte der 1930er Jahre ging für Almásy die Zeit der Forschung und der Abenteuer zu Ende: Sein Förderer Clayton war 1932 gestorben, jedoch nicht, wie in Der englische Patient kolportiert, bei einer Bruchlandung, sondern am Biss einer Wüstenfliege im Gilf el-Kebir. Claytons Frau starb ein Jahr später bei einem ungeklärten Flugzeugabsturz in England.
Gemeinsam mit Graf Pál Teleki unterstützte Almásy  die Vorbereitung des 4. World Scout Jamboree im ungarischen Gödöllő bei Budapest, bei dem er am 9. August 1933 dem Gründer Robert Baden-Powell die Air Scouts präsentierte.
Während des italienischen Kriegs gegen Abessinien soll Almásy dem Generalgouverneur von Italienisch-Nordafrika (Africa Settentrionale Italiana), Marschall Italo Balbo, 1935 mit nachrichtendienstlichen Informationen gedient haben, indem er die Machbarkeit eines italienischen Vorstoßes in den Sudan und nach Ägypten untersuchte.
Später leitete Almásy archäologische und ethnographische Expeditionen mit den deutschen Ethnologen Leo Frobenius und Hans Rhotert. Auf dem Flugplatz Al Maza in Ägypten arbeitete er als Fluglehrer.

### Zweiter Weltkrieg
Nach dem Ausbruch des Zweiten Weltkriegs musste er im Herbst 1939 nach Ungarn zurückkehren, da die Briten in Ägypten ihn als Spion der Italiener verdächtigten und die Italiener in Libyen als den der Briten. Als Ungar hatte er zuvor immer für jene Kolonialmacht gearbeitet, die ihm jeweils den besten Erkundungsauftrag gab.
Ungarn, das dem Deutschen Reich zuneigte, trat unter der Führung von Miklós Horthy am 20. November 1940 mit der Ratifizierung des Dreimächtepakts den Achsenmächten formell bei. Die deutsche Abwehr engagierte nun den in Budapest lebenden Almásy. Der ungarische Reserveoffizier wurde als Hauptmann in die Luftwaffe übernommen und mit einem Kommando der Abwehr in der Tropenkompanie von der Division Brandenburg dem Afrika-Korps für den Afrikafeldzug zugeteilt. 1941 und 1942 nutzte dieses unter dem Kommando von Erwin Rommel stehende Truppe seine Wüstenerfahrung für Operationen und die Erkundung der südlichen Wüste.
Gesichert ist der Auftrag eines Transports durch die Wüste, der im Buch Rommel ruft Kairo des deutschen Spions Johannes Eppler (alias Husain Gafaar) und dem Funker Hans-Gerd Sandstede geschildert wird, der von Almásy durch die ägyptische Wüste geschleust wurde. Während der „Operation Salaam“ von April bis Juni 1942 sickerte ein Kommando unter Almásy mit den zwei deutschen Spionen in Ägypten bis Kairo durch die feindlichen Linien in britisch kontrolliertes Gebiet, – auf ähnliche Weise wie die gegnerische Allied Long Range Desert Group. Die Operation Salaam war keine verdeckte Operation, denn Almásy und sein Team trugen deutsche Uniformen. Sie benutzten aber US-amerikanische Autos und einen Lkw mit deutschen Hoheitszeichen, die in den Fahrzeugtarnungen versteckt waren. Almásy wurde dafür zum Major befördert und das Eiserne Kreuz verliehen.
Noch im Jahr 1944 war Almásy an der gescheiterten und von Griechenland aus durchgeführten Operation Dora beteiligt, um einen aufgegebenen italienischen Flugplatz in der Libyschen Wüste zurückzuerobern. Die Basis hätte benutzt werden sollen, um deutschen Agenten das Errichten von Funkhorchposten in Nordafrika zu ermöglichen.
Nach dem für die Deutschen sieglosen Ende des Afrikafeldzugs wurde Almásy in die Türkei versetzt, wo er an der Vorbereitung eines Aufstandes in Ägypten beteiligt war, der nicht zu Stande kam.
Er kehrte schließlich nach Budapest zurück, wo er seine Kontakte zur katholischen Kirche nutzte, um einige jüdische Familien vor ihrer Deportation in Konzentrationslager zu retten.

### Nachkriegszeit
Nach dem Krieg wurde Almásy in Ungarn festgenommen und kam in sowjetische Gefangenschaft. Nach der kommunistischen Machtübernahme in Ungarn wurde Almásy wegen Hochverrats vor einem Volksgericht angeklagt, jedoch freigesprochen. Später verließ er Ungarn, angeblich unter Mitwirkung des britischen Geheimdienstes. Die Briten sollen ihn in ihre Besatzungszone in Österreich (Steiermark, Kärnten, Osttirol und einige Bezirke Wiens) verbracht und später bei der Weiterreise nach Ägypten unterstützt haben.
Almásy hielt sich dann auf Einladung von König Farouk in Ägypten auf und wurde Technischer Direktor des neu gegründeten Wüstenforschungsinstitutes, das heute im Al-Matariyyah-Distrikt von Kairo zu finden ist.

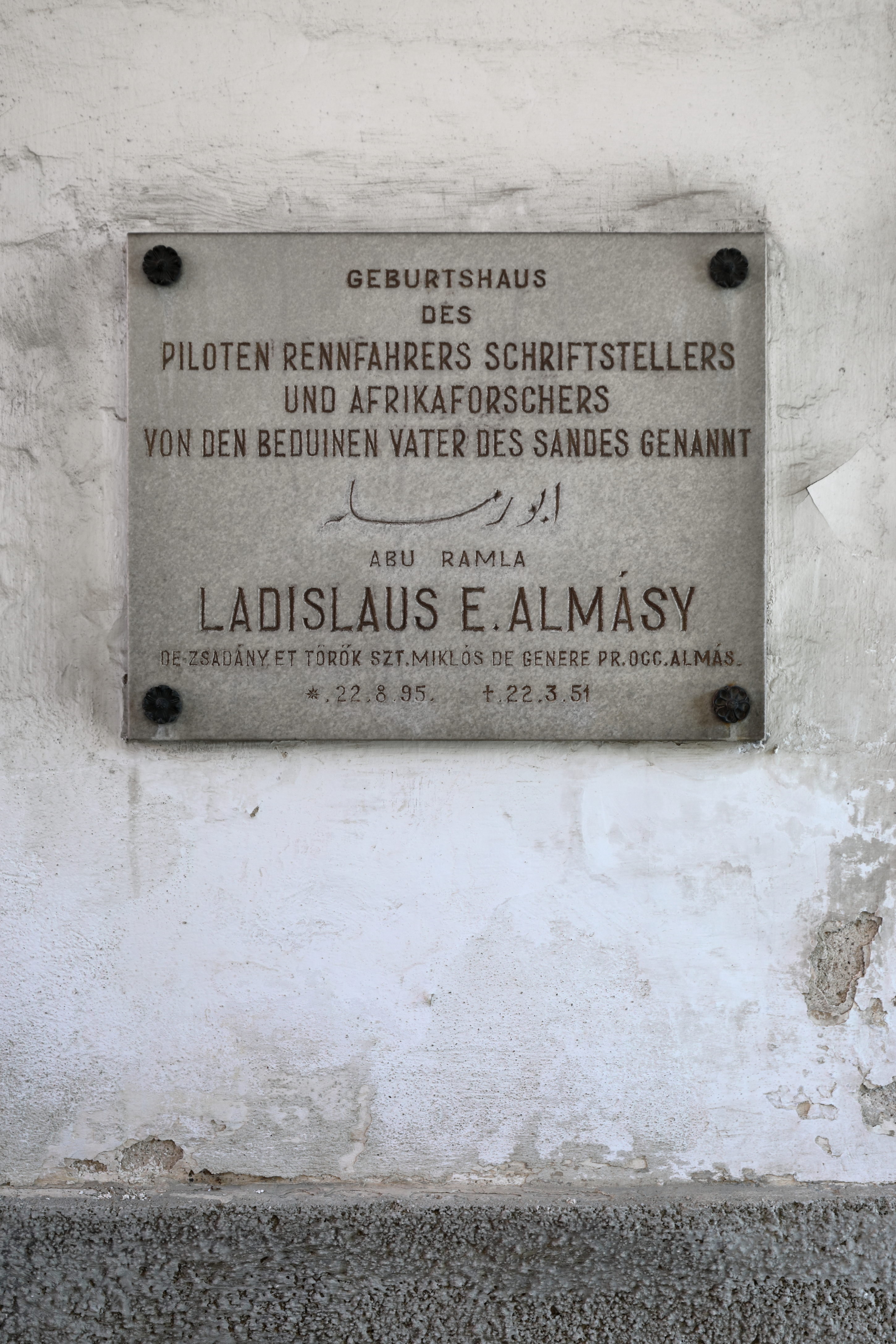
Gedenktafel am Geburtsort von Almásy auf der Burg Bernstein

### Tod
Muhammed Taher Pascha (1879–1970), Initiator der Mittelmeerspiele und Freund wie Förderer Almásys, war während eines Besuchs in Salzburg im August 1949 in einen Autounfall verwickelt, als dessen Folge eineinhalb Jahre später ein lokales Zivilgerichtsverfahren anberaumt wurde. Almásy sollte im Verfahren als Sachverständiger gehört werden, erkrankte jedoch noch vor dem Termin an Amöbenruhr und verstarb im Sanatorium Viktor Wehrle, Salzburg, Haydnstraße 18. Sein Grabmal auf dem Salzburger Kommunalfriedhof (Rayon 75), von ungarischen Spendern 1995 errichtet, ehrt ihn als Piloten, Saharaforscher und Entdecker der Oase Zarzura.

## Almásy in Roman und Film
Im Roman Der englische Patient von Michael Ondaatje ist seine Vita die Vorlage des Titelhelden. Die dort beschriebene Geschichte hat jedoch nur entfernt mit Almásy zu tun. Die im Buch beschriebene (und vor allem in der Verfilmung zentral thematisierte) Affäre mit Katherine Clifton entbehrt jeglicher Grundlage, da Almásy homosexuell war. Auch stirbt er im Roman in der italienischen Toskana an Brandwunden in Folge eines Flugzeugabsturzes.
Der auf dem Roman basierende, 1996 fertiggestellte Film Der englische Patient erwies sich als überaus erfolgreich und wurde vielfach ausgezeichnet. Laszlo Almásy wird im Film von Ralph Fiennes gespielt.
Im Jahr 1958 drehte Wolfgang Schleif den Kinofilm Rommel ruft Kairo. Der Film befasst sich mit der „Operation Salaam“. Almásy wird in dem Film von Peter van Eyck verkörpert.

## Werke
- Az ismeretlen szahara. Budapest, 1934
- Récentes Explorations dans le Désert Libyque. Kairo 1936
  - Deutsche Übersetzung von Klaus Kurre in Mythos Zarzura. Belleville, München 2020, ISBN 978-3-936298-18-5
- Levegőben, homokon. Budapest, 1937
  - Deutsche Übersetzung (beide zusammen, gekürzt): Unbekannte Sahara. Mit Flugzeug und Auto in der Libyschen Wüste. F.A. Brockhaus, Leipzig 1939
  - Neuauflage als Schwimmer in der Wüste. Auf der Suche nach der Oase Zarzura. Haymon, Innsbruck 1997
- Mit Rommels Armee in Libyen. 1943
  - Neuauflage: Mit Rommels Korps in Libyen. Belleville, München 2010, ISBN 3-936298-17-3